# Temporada 1877 de la Liga Nacional
La Temporada 1877 de la Liga Nacional fue la segunda temporada de la Liga Nacional.
Los Boston Red Caps lograron su primer campeonato en la liga.

## Estadísticas
|                           | \| Liga Nacional[2] \| \| \| \| \| \| Club \| G \| P \| PG % \| GB \| \| Boston Red Caps \| 42 \| 18 \| .700 \| - \| \| Louisville Grays \| 35 \| 25 \| .583 \| 7.0 \| \| Hartford Dark Blues \| 31 \| 27 \| .534 \| 10.0 \| \| St. Louis Brown Stockings \| 28 \| 32 \| .467 \| 14.0 \| \| Chicago White Stockings \| 26 \| 33 \| .441 \| 15.5 \| \| Cincinnati Reds \| 15 \| 42 \| .263 \| 25.5 \| |    |      |      |
| Liga Nacional             | |    |      |      |
| Club                      | G | P  | PG % | GB   |
| Boston Red Caps           | 42 | 18 | .700 | -    |
| Louisville Grays          | 35 | 25 | .583 | 7.0  |
| Hartford Dark Blues       | 31 | 27 | .534 | 10.0 |
| St. Louis Brown Stockings | 28 | 32 | .467 | 14.0 |
| Chicago White Stockings   | 26 | 33 | .441 | 15.5 |
| Cincinnati Reds           | 15 | 42 | .263 | 25.5 |

|  | Campeón. |